# 不動岡町
不動岡町（ふどうおかまち）は埼玉県の北東部、北埼玉郡に属していた町。

## 地理
- 河川：会の川、手子堀

## 歴史
もとは江戸期より存在した不動岡村であった。元々は当地を岡村（岡郷とも）と称されていたが1039年（長暦3年）の利根川（現、会の川）の氾濫で不動尊が当地に流れ着き、堂を建てて安置（現、總願寺）したことがこの地名の由来である。
- 1873年（明治6年） - 不動岡学校（現、加須市立不動岡小学校）を總願寺境内に開設する[1]。
- 1879年（明治12年） - 北埼玉郡に所属する[1]。
- 1880年（明治13年） - 私立会川中学校（現、埼玉県立不動岡高等学校）が開校する[1]。
- 1889年（明治22年）4月1日 町村制施行により、不動岡村、下谷村、岡古井村が合併し北埼玉郡不動岡村が成立する[1]。旧村は不動岡村の大字となる。
- 1928年（昭和3年）11月1日 不動岡村が町制施行し不動岡町となる[3]。
- 1954年（昭和29年）5月3日 加須町、三俣村、礼羽村、大桑村、水深村、樋遣川村、志多見村と合併し加須市となる[3]。不動岡町の大字は加須市に継承された。